# Thryallis parviflora
Thryallis parviflora är en tvåhjärtbladig växtart som beskrevs av C.E. Anderson. Thryallis parviflora ingår i släktet Thryallis och familjen Malpighiaceae. Inga underarter finns listade i Catalogue of Life.